# Mayawati
Mayawati, född 15 januari 1956, är en indisk politiker (BSP). Hon har varit premiärminister (Chief Minister) i Uttar Pradesh två gånger.